# Fudbalski Klub Rudar Pljevlja
El FK Rudar Pljevlja es un club de fútbol profesional montenegrino de la ciudad de Pljevlja, situada en la parte norte del país. Fue fundado en 1920 y juega desde el año 2024 en la Segunda División de Montenegro. Disputa sus partidos como local en el Gradski Stadion de Pljevlja, que es uno de los más antiguos del fútbol montenegrino.
Los mayores éxitos deportivos del Rudar son el campeonato de Liga conseguido en la temporada 2009/10, tres Copas de Montenegro en 2007, 2010 y 2011, y una participación en la Liga de Campeones de la UEFA. El equipo ocupa el puesto 4.º en la clasificación histórica de Primera División. 

## Historia

### Primeros años
El equipo fue fundado en el año 1920 (por lo que es uno de los más antiguos del país) en la pequeña ciudad de Pljevlja. El equipo en principio fue llamado Breznik de Pljevlja, dicho nombre se cambió tras la Segunda Guerra Mundial y se le dio uno en honor al que fuera primer héroe nacional que perduró hasta 1955 cuando el club adoptó su nombre actual. Fue un club con poca relevancia a nivel nacional mientras pertenecía a Yugoslavia, pero tras la independencia de Montenegro en 2006 pasó a formar parte de la máxima categoría y se ha convertido en un prestigioso equipo. 

### Época dorada
En sus primeras participaciones en la Primera División de Montenegro el club había quedado siempre en mitad de la tabla, hasta que en la temporada 2009-10 además de lograr hacerse con el título de liga logró también con la que sería su segunda Copa de Montenegro así como con un billete para participar en la Liga de Campeones 2010-11 por primera vez, siendo además el primer equipo en conseguir hacer  doblete tras la creación de las nuevas competiciones. 
La temporada 2010/11 tras una gran participación en la liga, en la que finaliza en tercera posición obtiene el derecho a disputar la UEFA Europa League desde la segunda ronda, pues logró alzarse por segundo año consecutivo con la Copa de Montenegro, reafirmándose así como el equipo con más títulos en su palmarés.
Para la siguiente campaña, la 2011/12, el equipo vuelve a cuajar una gran campaña tanto en la liga regular en la que finalizó en segunda posición, peleando por el campeonato hasta el final del mismo, como en la copa doméstica, en la que alcanzan la final pero son derrotados en ella por el Fudbalski Klub Čelik Nikšić. De este modo vuelve a lograr la clasificación para disputar la Liga Europea de la UEFA 2012-13.

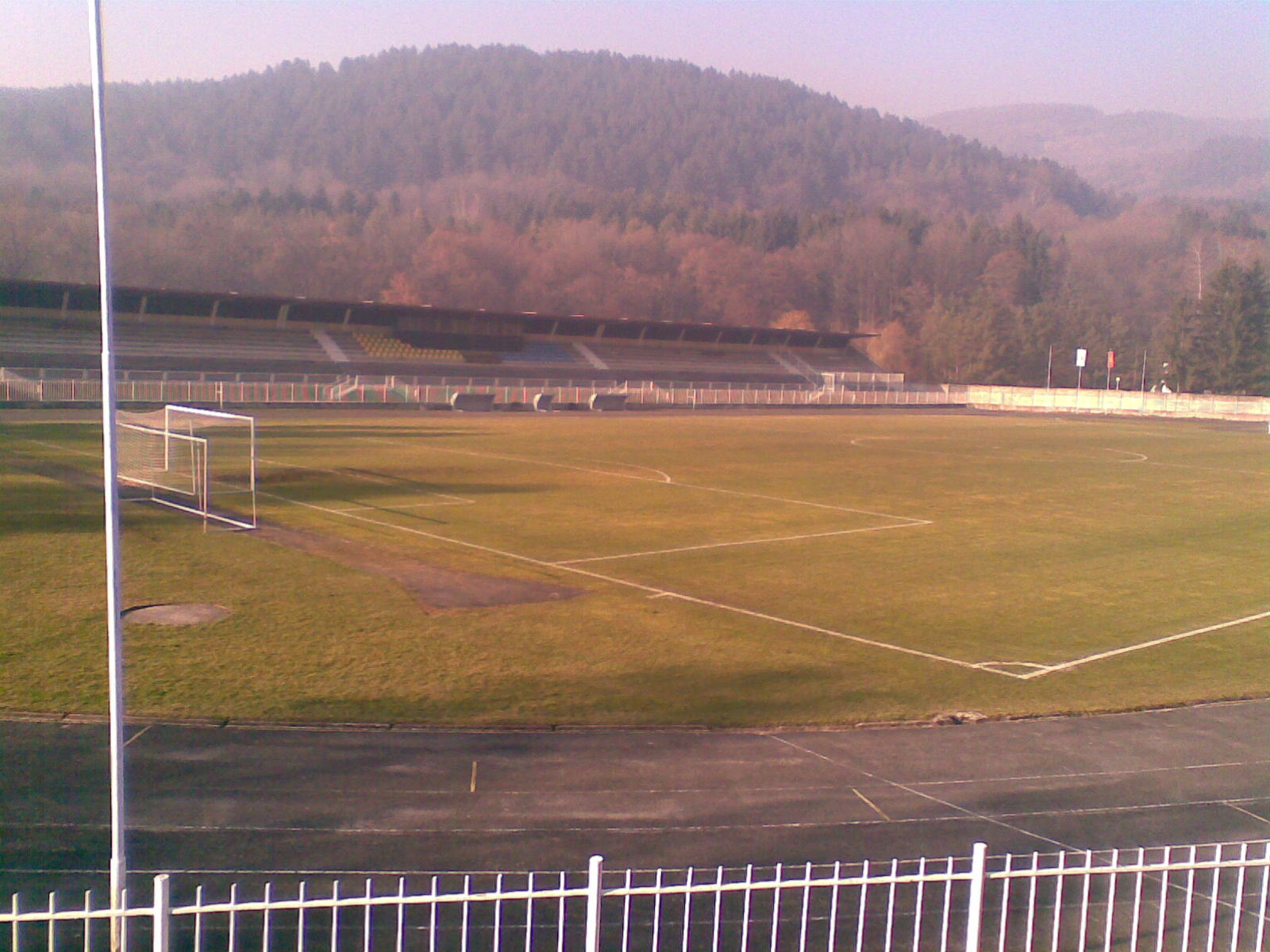
Vista del Gradski Stadion de Pljevlja.

## Uniforme
- Uniforme titular: camiseta blanca y negra a franjas verticales, pantalón negro y medias blancas.
- Uniforme alternativo: camiseta blanca, pantalón blanco y medias blancas.

## Estadio
El club disputa sus partidos como local en el Gradski Stadion de Pljevlja que dispone de capacidad para 10.500 personas, lo que lo convierte en el cuarto con más capacidad del país, y cuenta además con césped natural. Ha sido reformado recientemente.

## Jugadores
Destacan en el grupo de futbolistas que han pasado por el Budućnost los nombres de jugadores que han obtenido grandes éxitos tanto a nivel nacional como por supuesto internacional. Actualmente la base del equipo la forman los canteranos, siendo uno de los equipos del país que más alinea en su primer equipo. 

### Jugadores destacados
- Dragan Bogavac
- Predrag Ranđelović
- Damir Čakar

## Entrenadores
Probablemente el mejor entrenador que ha tenido el equipo sea el serbio Nebojša Vignjević, pues con él en el banquillo el equipo logró ganar la liga en la temporada 2009/10, que implicó la primera participación en la Liga de Campeones de la UEFA, así como dos de las tres Copas de Montenegro que el club tiene en 2010 y 2011.
El actual entrenador es Dragan Radojičić, que se encuentra ante su primera temporada en el club. Su objetivo es clasificarse para competiciones europeas una vez más y repetir el título de copa obtenido en la temporada 2015/16.

## Palmarés

### Torneos nacionales
- Primera División de Montenegro (2): 2009/10, 2014/15
- Copa de Montenegro (4): 2006/07, 2009/10, 2010/11, 2015/16

## Participación en competiciones de la UEFA
| Temporada | Torneo                | Ronda            | Club            | Casa | Visita | Global |
| --------- | --------------------- | ---------------- | --------------- | ---- | ------ | ------ |
| 2007–08   | UEFA Cup              | Clasificatoria 1 | Omonia          | 0–2  | 0–2    | 0–4    |
| 2010–11   | UEFA Champions League | Clasificatoria 1 | Tre Fiori       | 4–1  | 3–0    | 7–1    |
| 2010–11   | UEFA Champions League | Clasificatoria 2 | Litex Lovech    | 0–4  | 0–1    | 0–5    |
| 2011–12   | UEFA Europa League    | Clasificatoria 2 | FK Austria Wien | 0–3  | 0–2    | 0–5    |
| 2012–13   | UEFA Europa League    | Clasificatoria 1 | Shirak          | 0–1  | 1–1    | 1–2    |
| 2013–14   | UEFA Europa League    | Clasificatoria 1 | Mika            | 1–0  | 1–1    | 2–1    |
| 2013–14   | UEFA Europa League    | Clasificatoria 2 | Śląsk Wrocław   | 2–2  | 0–4    | 2–6    |
| 2015-16   | UEFA Champions League | Clasificatoria 1 | Qarabağ         | 0-1  | 0-0    | 0-1    |
| 2016-17   | UEFA Europa League    | Clasificatoria 1 | Kukësi          | 0–1  | 1–1    | 1–2    |
| 2018-19   | UEFA Europa League    | Clasificatoria 1 | Partizan        | 0–3  | 0–3    | 0–6    |

### Récord europeo
| Torneo                       | J  | G | E | P  | GF | GC |
| ---------------------------- | -- | - | - | -- | -- | -- |
| UEFA Champions League        | 6  | 2 | 1 | 3  | 7  | 7  |
| UEFA Cup/ UEFA Europa League | 11 | 1 | 3 | 7  | 4  | 18 |
| Total                        | 17 | 3 | 4 | 10 | 11 | 25 |